# Ensemble Laude Novella
Ensemble Laude Novella är en av Sveriges ledande grupper när det gäller medeltida musik. 
Gruppen är Skånebaserad och grundarna är Ute Goedecke, sång, harpor, blockflöjter och Per Mattsson fioler, fiddla, lira de braccio. 
Gruppen grundades 1991 och har under de senaste åren turnerat bland annat i Danmark, Finland, Tyskland, Holland, Italien, Lettland, Litauen, Ukraina, Ryssland och Marocko. Dessutom har ett flertal skivor givits ut.

## Diskografi
- O in Italia;
- Den Bakvända Visan;
- Slut till dina öron;
- Ekon från Poltava;
- Ce moys de may;
- Cantate Domino;
- Armed men & fair ladies